# Barbara Guarischi
Barbara Guarischi (* 10. Februar 1990 in Ponte San Pietro) ist eine  italienische Radsportlerin.

## Sportliche Laufbahn
Ihre Laufbahn als Radsportlerin begann Barbara Guarischi auf der Bahn. 2007 wurde sie Vize-Weltmeisterin der Juniorinnen im Scratch sowie Vize-Europameisterin in derselben Disziplin. Anschließend legte sie ihren sportlichen Schwerpunkt auf den Straßenradsport, wenn sie auch 2013 bei italienischen Bahnmeisterschaften nochmals mehrfach auf dem Podium stand. 2012 wurde sie Vize-Europameisterin im Straßenrennen (U23).
2014 gewann Guarischi jeweils eine Etappe der Route de France Féminine sowie der Trophée d’Or Féminin. 2015 entschied sie auch jeweils eine Etappe der Energiewacht Tour und des Giro d’Italia Femminile für sich. Im selben Jahr wurde sie mit dem Team von Velocio-SRAM Weltmeisterin im Mannschaftszeitfahren. 2019 gewann sie eine Etappe und die Punktewertung der Thüringen-Rundfahrt der Frauen. Bei den   Mittelmeerspielen 2022 gewann sie das Straßenrennen.

## Erfolge

### Bahn
2007

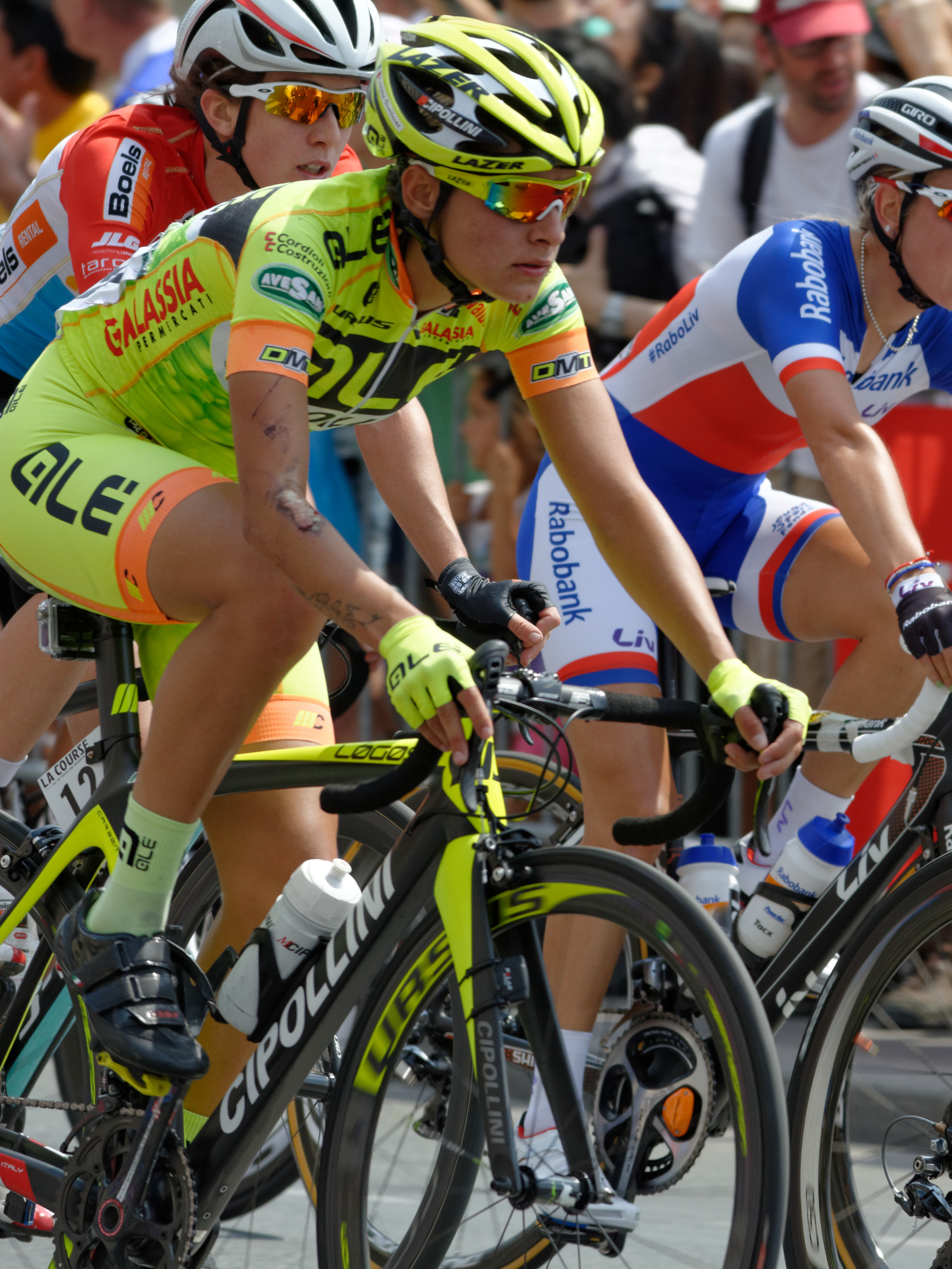
Guarischi bei La Course by Le Tour de France

- Junioren-Weltmeisterschaft – Scratch
- Junioren-Europameisterschaft – Scratch

2022
- Nations’ Cup in Milton – Mannschaftsverfolgung (mit Elisa Balsamo, Silvia Zanardi, Chiara Consonni und Martina Fidanza)

### Straße
2012
- Europameisterschaft (U23) – Straßenrennen

2014
- zwei Etappen Route de France Féminine
- eine Etappe Trophée d’Or Féminin

2015
- Weltmeisterin – Mannschaftszeitfahren (mit Alena Amjaljussik, Lisa Brennauer, Karol-Ann Canuel, Mieke Kröger und Trixi Worrack)
- Mannschaftszeitfahren Energiewacht Tour
- eine Etappe Giro d’Italia Femminile
- Sparkassen Giro Bochum

2016
- Omloop van Borsele

2019
- eine Etappe und Punktewertung Internationale Thüringen-Rundfahrt der Frauen

2022
- Mittelmeerspiele – Straßenrennen

2023
- eine Etappe Internationale Thüringen-Rundfahrt der Frauen

2024
- eine Etappe Simac Ladies Tour

205
- Punktewertung Baloise Ladies Tour